# Augusto Batioja
Augusto Alexis Quintero Batioja (* 4. Mai 1990 in Riobamba) ist ein ecuadorianischer Fußballspieler, der seit Anfang 2018 beim FK Viktoria Žižkov in Tschechien unter Vertrag steht.

## Karriere
In seiner Jugend spielte der Mittelstürmer für mehrere ecuadorianische Clubs wie Modelo Sport, Manta Fútbol Club, LDU Guayaquíl und Barcelona SC Guayaquil. Nach einer Saison bei Centro Deportivo Olmedo wechselte er im Sommer 2009 nach Serbien und verpflichtete sich beim FK Novi Sad in der Prva Liga. In der Saison 2010/2011 war er beim Aufsteiger in die serbische SuperLiga, FK Inđija, tätig. Danach spielte er mehr als zwei Jahre für OFK Belgrad, anschließend kurz für FK Mladost Podgorica in Montenegro und in der Saison 2013/14 für Diósgyőri VTK in Ungarn. Dort gewann er mit dem nationalen Ligapokal auch den ersten Titel seiner Profikarriere. Im Sommer 2014 wechselte er weiter zu Radnički Niš nach Serbien. Dort blieb er lediglich ein halbes Jahr, ehe er sich Anfang 2015 dem tschechischen Erstligisten FC Vysočina Jihlava anschloss. Dort kam er nur unregelmäßig zum Einsatz. Im Sommer 2017 wurde sein Vertrag nicht verlängert und er war ein halbes Jahr ohne Klub, ehe ihn Anfang 2018 der damalige Zweitligist FK Viktoria Žižkov unter Vertrag nahm.

## Erfolge
- Ungarischer Ligapokalsieger: 2014